# GUNNM
GUNNM (яп. 銃夢 дзю: [оружие] му [сон], читается как ガンム гамму, в официальном русском переводе «Оружие мечты», досл. «Сны оружия»), другое название: Battle Angel (с англ. — «Боевой ангел») —  манга Юкито Кисиро и снятое позднее аниме о девушке-киборге Галли, живущей в постапокалиптичном мире «Города Свалки Металлолома» — (яп. クズ鉄町 Кудзу-тэцу-мати), над которым висит небесный «утопический» город, являющийся зримым воплощением мечты о райской жизни. Позднее на основе манги были также выпущены одноимённый роман и игра Gunnm: Martian Memory для платформы Sony PlayStation. Манга получила продолжение в работах Gunnm: Last Order и Gunnm: Mars Chronicle. В 2019 году вышла киноадаптация «Алита: Боевой ангел» от режиссёра Роберта Родригеса.
В англоязычном переводе манги от Viz Media имя главной героини было изменено на Алита, отсюда и английское название манги — Battle Angel Alita. Однако в англоязычной версии аниме Галли сохранила своё имя, поэтому аниме называется просто Battle Angel.
Действие «Снов оружия» происходит в футуристичном мире-антиутопии, что отражает подзаголовок оригинального названия Gunnm: Hyper Future Vision (с англ. — «Видение гипер-будущего»). Главные герои являются отбросами общества, но им доступны технологии, считающиеся для нас высокими. Именно эта особенность и позволяет причислить «Сны оружия» к жанру киберпанк по критерию Дозуа: «high tech, low life» (с англ. — «высокие технологии, низкий уровень жизни»).

## Сюжет

### Мир
Салим — утопический город, парящий в небе. Сюда мечтают попасть очень многие люди, для которых Небесный город — зримое воплощение рая и красивой жизни. Салим подвешен к циклопическому космическому лифту, с другой стороны которого располагается космический город Йеру с космопортом, исполняющий функции противовеса. Сам же лифт соединён с орбитальным кольцом, находящимся на орбите между Салимом и Йеру. С поверхностью Небесный город связан большими трубами-канатами, которые ведут к Фабрикам. Там производят всё, что необходимо для жизни в Салиме, включая еду и напитки, для чего используется сырьё с ферм и шахт, раскиданных по земле на сотни километров вокруг.
Под Салимом находится Свалка (яп. クズ鉄町, букв. «город свалки металлолома»), построенный вокруг гигантской свалки. Люди здесь живут за счёт мусора, сбрасываемого сверху, занимаются торговлей частями тела и питаются пищевыми отходами. Внешнее кольцо города составляют фабрики Салима, на которых работает часть жителей города, занимаясь как переработкой вторсырья со свалки, так и производством товаров для Верхнего города. Поскольку Салим волнует только безопасность фабрик, на Свалке очень высокий уровень преступности, дальнейший рост которой сдерживается тем, что крупные банды могли бы представлять угрозу для фабрик. И потому за головы известных преступников назначаются награды.
В официальном английском переводе аниме, выполненном ADV Films, город называется Залем (англ. Zalem), а в официальном переводе манги VIZ Media — Тиферес (Typhares, ивр. תפארת‎ — красота, роскошь).

### Персонажи

Галли (Алита) в аниме

В GUNNM много разнообразных персонажей, большая часть которых то появляется, то исчезает в зависимости от развития сюжета. Постоянно присутствует только главная героиня — Галли (яп. ガリィ Гари:), девочка-киборг и профессиональный охотник за головами, страдающая амнезией. Галли была спасена доктором Дайскэ Идо, который искал на помойке запасные части для киборгов. Дайскэ Идо (яп. イドダイスケ Идо Дайскэ) — бывший гражданин Салима, имеющий на лбу знак Небесного города, а теперь работающий врачом-хирургом, занимается починкой киборгов и многим из них помогает фактически бесплатно. Он играет большую роль в первых томах манги, а также в аниме Battle Angel. В манге же внимание постепенно смещается на профессора по имени Дести Нова (яп. ディスティ・ノヴァ Д'исут'и Нов'а), эксцентричного учёного, занимающегося нанотехнологиями. Профессор Нова долго занимает место «тёмного кардинала», действующего из-за кулис, а сам появляется лишь через несколько лет после начала истории. И, наконец, ближе к концу манги ключевую роль начинает играть сын Новы и знакомый Галли диджей Хаос (яп. ケイオス Кэйосу). Хаос — ведущий и главный исполнитель одноимённого радио «Хаос», чья радиостанция размещена в огромном трейлере-вездеходе (высотой в несколько этажей), где он живёт и постоянно путешествует.

### История
Действие разворачивается на планете Земля примерно в XXVI веке по нашему исчислению. Под Небесным городом Салимом находится «нижний город», город-свалка, где живут отбросы общества. Большую часть населения составляют киборги и панки, зачастую являющиеся одновременно и тем и другим. Властных структур (например, полиции) в нижнем городе не существует, а общественный порядок устанавливается с помощью объявления награды за голову преступника. Награды назначаются роботами, официально представляющими Небесный город. Нижний город, в котором запрещён любой воздушный транспорт, а все летательные аппараты просто сбиваются, расположен вокруг мусорной свалки, куда сбрасываются отходы Небесного города. По периметру нижнего города расположено множество мусороперерабатывающих фабрик, поставляющих вторсырьё в Небесный Город и являющихся основой экономики «нижних», за городом находятся фермы, источник продуктов питания. Многие мечтают переехать жить в Небесный город, Салим, и готовы ради этого на любые преступления. Часть преступников занимается тем, что разбирает на запчасти одиноких прохожих.
Однажды вместе с мусором в нижний город сбрасывают останки киборга-женщины. Киборга находит и чинит доктор Идо, но, как выясняется после починки, девушка ничего не помнит. Идо нарекает её «Галли», как своего умершего кота. От прежнего тела Галли сохранилась только голова и верхняя часть туловища, но доктор находит недостающие детали и приводит киборга в порядок. Галли обнаруживает, что в состоянии инстинктивно пользоваться боевыми приёмами киборгов. Узнав, что доктор Идо является охотником за головами, Галли тоже выбирает эту стезю, начав поиски утерянных воспоминаний.
В первых двух томах оригинальной манги, экранизированных в качестве двухсерийного аниме, Галли живёт вполне обычной жизнью охотника за головами, ловит преступников и получает за них награду. И даже романтическая история, приключившаяся с ней во втором томе (в аниме она начинается с первой серии), происходит на фоне жизни обычного охотника за головами, также как и моральный выбор между любовью и профессиональным долгом тоже оказывается связан с выбранной ею профессией.
После трагической развязки в финале второго тома, Галли оставляет своё жилище, свою профессию, и своё прошлое (включая и привыкшего воспринимать её по-отечески доктора), и, переехав жить на противоположный конец города, начинает свою жизнь с нуля в качестве спортсмена экстремального вида спорта — моторбол, в котором киборги на роликовых коньках сражаются холодным оружием за моторизованный мяч. Её недолгой, но очень яркой спортивной карьере, в которой она достигает вершин высшей лиги, посвящены ещё два тома оригинальной манги. Этому периоду жизни Галли посвящено также 3-минутное короткое аниме (известное как «Gunnm: 3D CG — Movie»), сделанное методом компьютерной анимации, и демонстрирующее фрагменты матча игры в моторобол.
Пятый том оригинальной манги посвящён противостоянию Галли и бывшего охотника за головами по имени Запан, и начинается с рассказа о несчастном случае, произошедшем за пределами арены во время трансляции финального матча по моторболу. Во время трансляции, бывший коллега Галли, киборг по имени Запан, впав в истерику, нечаянно снёс голову своей девушке, не являющейся киборгом. Поскольку причиной истерики, явилось то, что Запан увидел по телевизору Галли, с которой у него была давняя вражда, то виновной в смерти своей возлюбленной он счёл именно Галли, которой он решил отомстить.
В последних четырёх томах оригинальной манги Галли становится агентом. Шестой том оригинальной манги начинается с главы, рассказывающей о том, как Галли было предложено либо умереть, либо стать агентом Салима. Затем действие переносится на 10 лет вперёд, и рассказывает о приключениях Галли, ставшей агентом «Наземного Инспекционного Бюро». В отличие от предыдущих томов, действие которых происходило внутри города-свалки, основное действие последних томов манги происходит за городом, в огромной полупустынной местности с редкими немногочисленными реками и руинами прежних городов. За городом идёт восстание против власти Салима, поднятое бывшей бандой, объявившей себя «Армией Bar Jack», и сумевшей объединить под своим началом и другие банды, а также привлечь многочисленных добровольцев, готовых сражаться за свержение власти Салима. Однако, несмотря на то, что Галли не раз приходится им противостоять, не они являются основной заботой Галли. Основной целью странствий Галли является поиск и возвращение в Салим его бывшего гражданина — гениального учёного профессора Новы, много лет назад сбежавшего из «утопии» Небесного Города.
Оригинальная манга содержала концовку с хэппи-эндом, которая при переиздании манги была удалена, чтобы написать продолжение манги (Gunnm: Last Order). Помимо оригинальной концовки, также имеется и альтернативная концовка, созданная автором манги специально для игры Gunnm: Martian Memory.

## История создания
Первоначальный вариант манги Gunnm был создан в начале карьеры Кисиро и представлял собой додзинси — любительскую работу, нарисованную карандашом на дешёвой бумаге и не содержащую текста. Додзинси называлась Rain-Maker (яп. レインメイカー Рэйн Мэйка:) и рассказывала о девушке-киборге, которая ловит преступников. Отсутствие слов было связано с тем, что Юкито Кисиро надеялся представить додзинси издательству в качестве черновика манги, а в случае успеха дорисовать и дописать диалоги. Представленная редактору (чьё имя в интервью не уточняется) Reimeika была отвергнута и потому не закончена. Впоследствии, уже с обретением славы, наброски из Reimeika вошли в качестве дополнительных материалов в «делюкс» издание манги Gunnm, но сами по себе никогда полностью не публиковались.
Согласно Extra Business Jump Special Issue, сюжет Reimeika рассказывал о правительственном спецподразделении T.U.N.E.D., состоящем из киборгов. Согласно сюжету, киборг Галли служила в этом подразделении и имела оператора по имени Лу Коллинс, а Дайсукэ Идо по первоначальному замыслу являлся главой группы хакеров, взламывающей умные дома и берущей их под полный контроль.
В интервью для журнала Animerica за 1993 год Юкито Кисиро рассказывает, что в конце лета 1990 года от издательства Shueisha поступило предложение создать историю для публикации в планируемом на осень сборнике манги. По словам Кисиро, редактору понравилась главная героиня 45-страничной додзинси Reimeika, и потому он предложил использовать в качестве главной героини для новой манги именно её. По признанию самого Кисиро, первоначальная версия сюжета как новой манги, так и Reimeika не отличалась большой оригинальностью, основываясь на штампах и стереотипах своего жанра. Однако, когда в ноябре того же года редактор предложил превратить Gunnm из короткой истории в полноценную мангу, Юкито пришлось задуматься об изменении мира произведения на более оригинальный, так как первоначальный сюжет годился лишь для короткой истории. После раздумий ему пришла на ум идея Небесного города — Салима, ставшего основой развития сюжета.
Про свои источники вдохновения Кисиро рассказывал, что в юности ему нравился жанр меха, основным атрибутом которого являются огромные боевые человекообразные роботы. Кроме того, он с детства интересовался киборгами. Среди работ, оказавших наибольшее влияние на его творчество, автор упоминал Mobile Suit Gundam, Votoms, манга Румико Такахаси, и «Бэтмен» Фрэнка Миллера. У Votoms четырёхчастная композиция: в конце каждой части заканчивается своя сюжетная история, а следующая начинается в другом мире. В Gunnm, пояснил Кисиро, способ повествования похожий.
Gunnm известна своей тщательно проработанной вселенной. Сам автор признавался, что в первую очередь занимается именно проработкой сюжета и главной темой произведения, а уже позднее придумывает персонажей. В интервью Extra Business Jump Special Issue он добавляет, что фундамент всего произведения — это мир, проработка которого должна предшествовать проработке как сюжета, так и персонажей, так как логически обоснованная вселенная является «контейнером» для событий и персонажей. Но, поскольку не всегда возможно успеть детально проработать мир произведения до начала публикации манги в журнале, то некоторые детали мира приходится прорабатывать «на ходу», что, в случае небрежности со стороны автора, может легко сломать логическую цельность мира, ломая тем самым и логическую связность самого произведения. Поэтому, замечает Кисиро, автор должен всегда помнить о мире произведения. Чтобы сохранить логическую цельность мира произведения и при этом уложиться в сроки, выдвигаемые издательством, при создании манги Gunnm он начал с создания продуманного «скелета» мира Gunnm, который по мере развития сюжета стал обрастать новыми деталями, при сохранении логической связности. Местом действия Gunnm город-свалка был выбран не случайно. В интервью для журнала Animerica Юкито Кисиро пояснил:

В месте, где я родился, был вырублен весь лес и стояло лишь несколько домов. Мой отец, эксцентричный человек, был помешан на мотоциклах для езды по дюнам. Он бесконечно рылся на свалках в поисках деталей, которые можно было использовать. Иногда он брал меня с собой… Я до сих пор люблю проводить время на свалках.

На своём официальном сайте Кисиро писал, что в его манге есть две основных темы: «мрачная», имеющая отношение к тёмным сторонам жизни, и «триумфальная», которая показывает добро в человеческой душе, и автор постарался показать разительный контраст между ними.
Идея создания Gunnm: Last Order, продолжения манги, где Галли посещает Марс и другие планеты, пришла к Юкито Кисиро в процессе создании игры Gunnm: Martian Memory, где нужно было придумать альтернативные концовки, отличающиеся от оригинальной манги. В интервью, которое было опубликовано в журнале Ultra Jump 25 октября 1998 года, он предположил, что про путешествия Галли на других планетах можно написать ещё десяток танкобонов (томов манги). В настоящий момент в журнале Ultra Jump было опубликовано уже 12 томов манги Last Order, из них 9 вышли в виде отдельных томов.

## Манга
В ноябре 1991 года в журнале Business Jump начала выходить манга Gunnm: Hyper Future Vision (яп. 銃夢, «Сны оружия: Виденье гипер-будущего») — первоначальная версия манги, по которой было создано одноимённое аниме. Было издано 9 томов. Автор манги, Юкито Кисиро, изначально планировал серию как более объёмную, однако вынужден был отказаться от своих планов по личным причинам. Впоследствии он не раз возвращался к прерванной им истории, написав несколько сюжетных ответвлений, в частности, Gunnm: Gaiden (яп. 銃夢外伝, «Сны оружия: Легендарные странствия»). Три тома Gaiden были опубликованы в журнале Ultra Jump в 1997 году. В этой небольшой манге рассказываются истории из жизни главных героев, введено несколько новых персонажей, а также дана дополнительная информация о Салиме и моторболе — популярном виде спорта во вселенной Gunnm.
Позже Gunnm: Gaiden и первоначальная версия Gunnm были объединены и вошли в полную официальную японскую версию, известную как Complete Edition (яп. 銃夢 完全版), при этом получившиеся 12 томов были переразбиты на 6 и выпущены с дополнительными материалами и иллюстрациями. Кроме того, в Complete Edition была удалена концовка первоначальной версии манги (с хэппи-эндом), так как в 2000 году автор решился не обрывать историю, а взяться за продолжение. С июля 2001 года в Ultra Jump выходит официальное продолжение — Gunnm: Last Order (яп. 銃夢 LastOrder, «Сны оружия: Последний приказ»). В настоящий момент компанией Shueisha было издано 13 танкобонов (томов). Произведение продолжает сюжет оригинальной серии, исключая концовку первоначальной версии (с хэппи-эндом). Появляется много новых персонажей. Развитие сюжета также затронуло и вселенную Gunnm — локация, появляющаяся в удалённом хэппи-энде (Йэру), была переделана и стала отправным пунктом в новые локации, расположенные на других телах Солнечной Системы, такие как: Марс — родина Галли, сфера Дайсона вокруг Юпитера, терраформированная Венера и так далее.
Манга Battle Angel Alita была официально переведена на несколько языков. Она была опубликована в США и Канаде компанией Viz Media, в Испании компанией Planeta DeAgostini, в Бразилии (Editora JBC), во Франции, Нидерландах и Квебеке (Glénat), в Польше (Japonica Polonica Fantastica), в Германии (Carlsen Verlag) и на Тайване (Tong Li Publishing).
Для западной публики оригинальная манга Gunnm стала классикой жанра в основном благодаря тому, что издание от американской компании VIZ Media появилось ещё до наступления «бума манги» на Западе. Кроме того, Gunnm смогла привлечь читателей, которые считали мангу комиксами о «милых говорящих животных». Она до сих пор пользуется коммерческой популярностью, как и продолжение Gunnm: Last Order; обе манги фигурируют в списке комиксов-бестселлеров издания New York Times. Изданием продолжения манги на территории Северной Америки также занималась Viz Media.
Летом 2010 года состоялось переиздание манги в 7-томной версии, именуемой Gunnm New Edition (яп. 銃夢　新装版). Выход версии сопровождался скандалом из-за привнесённых издательством изменений в сюжет, в ходе которого Юкито Кисиро сначала покинул издательство Shueisha, но затем была достигнута договорённость о том, что он всё-таки продолжит создание Gunnm: Last Order. Тем не менее выход манги был приостановлен на полгода и продолжен весной следующего года — в 2011 году, после ухода Юкито Кисиро в издательство Kodansha, которое летом 2011 начало переиздание Gunnm: Last Order в своей версии, тоже именуемой New Edition. Манга продолжила публикацию в журнале Evening компании Kodansha.

## Аниме
Аниме состоит из двух серий и сделано на студии Madhouse в формате OVA. Юкито Кисиро остался недоволен экранизацией своей манги, поэтому после выхода двух серий работа над OVA прекратилась. Продолжение в настоящий момент не планируется. Сериал был лицензирован компанией ADV Films для распространения на территории США. В 2008 году сериал был издан компанией в формате DVD.
Список серий
| 01 | Ржавый ангел «Rusty Angel» | 21 июня 1993 года.    |
| Доктор Идо находит на помойке, куда сваливается весь мусор из Небесного города, останки киборга-женщины: безволосую голову, грудь и шею. Идо исследует тело с помощью карманного прибора и с радостным удивлением восклицает: «Она жива!» После пробуждения девушки выясняется, что она ничего не помнит, и Идо даёт ей кошачье имя «Галли». |                            |                       |
| 02 | Признак слёз «Tears Sign»  | 21 августа 1993 года. |
| Юго с другим малолетним преступником занимаются тем, что под видом торговцев смазочными материалами коварно нападают на одиноких прохожих, а затем, вынув их спинной мозг (одну из наиболее дефицитных и дорогостоящих частей у небоевых киборгов), оставляют умирать. Но однажды таким прохожим оказывается профессиональный охотник за головами. В результате схватки помощник Юго гибнет, а с него самого сорвана маска, личность опознана, и теперь за Юго назначена награда в 80 тыс. Это очень расстроило Галли, которая сама является охотником за головами. В результате объявленной на него охоты Юго получает тяжелое ранение, но его спасет доктор Идо, превращая его в киборга. Очнувшийся Юго пытается по трубе забраться в Салим, но гибнет в результате действия защитной системы города. |                            |                       |

### Различия между аниме и мангой
Наиболее заметные отличия аниме от манги явились следствием того, что наиболее гротескные и экстремальные элементы манги в аниме были заметно смягчёны, а некоторые даже исключены. Например, в аниме не заметно явного присутствия биотехнологий и генной инженерии, и как следствие этого, в аниме нет оборотней, ненадолго появляющихся в начале манги и игры «Gunnm: Martian Memory». Так же были опущены и некоторые другие сцены, в частности в аниме не рассказывается о прошлом некоторых персонажей. К другим принципиальным отличиям относятся наличие нового персонажа — доктора Кирен и то, что вместо Макаку присутствует Гурюсика.

#### Галли
Галли (яп. ガリィ Гари:, Gally), киборг — главная героиня аниме и манги.
Кроме того, кинокритик Уильяма Д. Рот, анализируя различия аниме и манги, обращает внимание на том, что в отличие от аниме в манге, Галли после тяжёлого поражения (от Макаку), получает новое тело от боевого киборга, что акцентируется в сюжете. В частности, рассказывается, что это тело, найденное в старых останках давно разбившегося космического корабля, сделано по давно утерянным технологиям, и принадлежит «берсеркеру». В аниме тело киборга-берсеркера, тоже демонстрируется (в самом начале — при пробуждении Галли), но на нём не акцентируется внимание и не рассказывается ни о его происхождении, ни о том «что это». Соответственно, нет акцента на том, какое тело у Галли, а сама Галли не терпит поражения от Гурюсики, и не меняет обычное тело на особенное. Для сравнения, в игре «Gunnm: Martian Memory», созданной при непосредственном участии автора манги, Галли при первой встрече с Макаку, как и в аниме, побеждает Макаку, но затем, как и в манге, меняет обычное тело на особенное.

#### Кирен
Кирен (яп. チレン Тирэн, Chiren) — бывшая гражданка Небесного Города с соответствующим знаком на лбу, готовая на всё, чтобы вернуться туда. Работает врачом-хирургом и занимается починкой киборгов. Давно знакома с Идо, которого называет «падшим ангелом милосердия».
Именно Кирен, которой нет в манге, можно назвать самым удачным нововведением OVA, так как она
является одним из наиболее внутренне мотивированных персонажей аниме и наиболее психологичных, что делает её по-человечески живой, придающей большую живость и глубину сюжету, а также добавляющей новые грани в сюжет. По мнению кинокритика Уильяма Д. Ротта, если доктор Идо выступает по отношению к Галли в роли доброго отца, то доктор Кирен выступает в роли неадекватной матери или плохой сестры, которая вначале пытается уничтожить Галли, но затем выступает в роли спасительницы и помогает Галли с Юго. Помимо этого Кирен раскрывает прошлое Идо, что в сочетании с неоднозначным отношением Кирен к Идо, которого она и любит и ненавидит, придаёт и личности Идо и сюжету дополнительные объём и глубину.

#### Макаку и Гурюсика
Макаку  (魔角/マカク: Ма (魔) «демон» + Каку (角) «рог» — буквально «Демонический Рог», Makaku), персонаж манги, киборг — крайне опасный разыскиваемый преступник, особой приметой которого является огромный рог на макушке. Разыскивается за многочисленные убийства, нередко совершаемые в присутствии большого скопления народа, которые он совершает с целью поедания мозга ради получения эндорфинов, содержащихся в мозге. (В игре «Gunnm: Martian Memory», за голову Макаку назначена награда в 100 тысяч.)
Гурюска  (グリュシカ), персонаж аниме, киборг — тот, кого в телетрансляциях гладиаторских боёв упоминают как «исчезнувшего» бывшего чемпиона арены, без уточнения причин его «исчезновения». Причиной его исчезновения стало то, что он пустился в бега, после того как он был уличён в поедании человеческих мозгов, а за его голову назначили очень высокую награду (около миллиона).
Идзути  (イズチ,имя в манге) / Рася  (ラシャ, имя в аниме), киборг — сообщник Макаку в манге и Гурюсики в аниме, за голову которого согласно аниме назначена награда в 100 тысяч. (Однако, в игре «Gunnm: Martian Memory» предстаёт как независимый тип противника, за голову которого назначена награда в 6500.)

Идзути и Макаку (в капюшоне).
В данной сцене Идзути предлагает продать собаку на мясо «по-хорошему» (ищет повод, чтобы придраться), спрашивает: «Сколько ты хочешь за собачьи мозги?»

Что касается Гурюсика, то его присутствие вместо Макаку, по мнению кинокритика Уильяма Д. Ротта, является следствием смягчения гротеска, присутствующего в манге. Так Гурюсика, в отличие от Макаку, не представлен кибернетическим червём, захватывающим тела своих жертв, а является вполне обычным бывшим гладиатором. И хотя Гурюсика подобно Макаку также является серийным убийцей, в аниме не показаны сцены, в которых Макаку пожирал мозги своих жертв (а поедание человеческих мозгов в аниме лишь упоминается). При этом Гурюсика «унаследовал» от Макаку его помощника и оружие. А в связи с отсутствием в аниме профессора Новы, Гурюсика связан не с Новой, а с доктором Кирен. Его помощник был переименован из Идзути в Раса, но сохранил свою внешность, а Гурюсика вместо длинного шипа на голове (имеющегося у Макаку) получил панковский ирокез. Изменилось и место поединка — исчезла гигантская подземная канализация, в которой происходил поединок между Галли и Макаку. Поединок между Галли и Гурюсикой происходит на большой открытой свалке, а Гурюсика после поражения, не рассказывает как Макаку, о детстве, проведённом в канализации, и не вызывает тем самым жалость и сочувствие Галли.

#### Юго
Юго (яп. ユーゴ Ю:го, Yugo) — друг и любовь Галли, мечтающий попасть в Небесный Город любой ценой и готовый ради этого на всё.
Между мангой и OVA имеются также и некоторые хронологические различия, связанные с тем, что Юго присутствует только во второй части манги. В OVA он есть с самого начала. Как следствие, ряд событий из второй части манги происходит уже в первой серии OVA, включая и начало дружбы Галли и Юго (перетёкшей потом в любовь). И в отличие от манги в которой два первых тома представляют собой две отдельные истории из жизни Галли. В аниме история с Юго становится сквозной сюжетной линией проходящей через обе серии.
Помимо хронологических отличий, несколько изменена и эмоциональная составляющая отношений Галли и Юго — в аниме она, влюбившись в него, не испытывает по этому поводу сложные эмоциональные переживания, как в манге, связанные по мнению кинокритика Уильма Д. Ротта с ранней пубертатностью, а чувствует себя вполне счастливой. Также присутствует один факт, влияющий не столько на сюжет, сколько на характер Юго: в манге Юго анонимно вызывает своим жертвам врача, в OVA же он такого не делает, а просто оставляет на волю случая, хотя и не добивает, вопреки настоятельному совету Вектора.

### Музыка

#### Gunnm: Image Album
Саундтрек к аниме состоит из двух альбомов: «Gunnm: Image Album» (англ. «Gunnm: Иллюстрации») и «Gunnm: Another Story» («Gunnm: Другая история»). Композитор — Вада Каору. В оба альбома выходит закрывающая тема аниме «Cyborg Mermaid» («Русалка-киборг»).
| №   | Название                                    |                         | Длительность |
| --- | ------------------------------------------- | ----------------------- | ------------ |
| 1.  | «Rusty Angel» (англ. Ржавый ангел)          | Вокал                   | 4:19         |
| 2.  | «Absolute Miracle» (англ. Абсолютное чудо)  | Вокал                   | 3:36         |
| 3.  | «Gunnm I»                                   | Инструментальная версия | 3:14         |
| 4.  | «Aim» (англ. Цель)                          | Вокал                   | 4:55         |
| 5.  | «Cyborg Mermaid» (англ. Русалка-киборг)     | Вокал                   | 5:13         |
| 6.  | «Dear Sweet Heart» (англ. Мой милый)        | Вокал                   | 4:34         |
| 7.  | «Keep My Dream» (англ. Сохрани мою мечту)   | Вокал                   | 4:25         |
| 8.  | «Gunnm II»                                  | Инструментальная версия | 3:59         |
| 9.  | «The One I Love» (англ. Тот, кого я люблю)  | Вокал                   | 5:32         |
| 10. | «Believe in the Fate» (англ. Верь в судьбу) | Вокал                   | 4:23         |

#### Gunnm: Another Story
Кроме инструментальных композиций, альбом «Gunnm: Another Story» содержит два трека из drama CD.
| №   | Название                                              |                | Длительность |
| --- | ----------------------------------------------------- | -------------- | ------------ |
| 1.  | «Satsuriku no Enjeru» (яп. Ангел резни, первая часть) | Аудиодрама     | 8:39         |
| 2.  | «Believe in the Fate» (англ. Верь в судьбу)           | Вокал          | 4:24         |
| 3.  | «Satsuriku no Enjeru» (яп. Ангел резни, вторая часть) | Аудиодрама     | 13:18        |
| 4.  | «Cyborg Mermaid» (англ. Русалка-киборг)               | Вокал          | 5:13         |
| 5.  | «Ido’s Theme» (Тема Идо)                              | Фоновая музыка | 1:41         |
| 6.  | «Infinity» (англ. Бесконечность)                      | Фоновая музыка | 1:54         |
| 7.  | «Joh’s Bar» (англ. Бар Джо)                           | Фоновая музыка | 1:36         |
| 8.  | «Gally’s Theme» (Тема Галли)                          | Фоновая музыка | 1:31         |
| 9.  | «Scrap Iron» (англ. Свалка металлолома)               | Фоновая музыка | 1:14         |
| 10. | «Action» (англ. Действие)                             | Хор            | 2:05         |

### Gunnm: 3D CG — Movie (Gunnm 3D Special)
Завершающий том «Gunnm Complete Edition» в качестве бонуса содержит DVD с небольшим видеороликом (длиной в три с половиной минуты: 2,5 минуты — видео, 1 минута — титры), выполненным компьютерной графикой. Отсюда название 3D CG — 3-Dimensional Computer Graphics — 3-мерная компьютерная графика. Дополнительно к видеоролику идёт цветное печатное приложение, называющееся «Making of 3D CG — Movie Gunnm» и рассказывающее о создании этого видеоролика. Музыка к видеоролику в титрах подписана как «Water Blonde. Den».
Сюжет видеоролика целиком посвящён игре в моторбол, представляя собой нарезки матчей с участием Галли. Видеоролик начинается с показа ворот стадиона и заканчивается тем, как Галли, обернувшись, смотрит прямо в камеру, парящую наверху, затем камера поворачивается, прослеживая её взгляд, и демонстрирует вначале Салим, затем звёздное небо.

## Книга
В апреле 1997 года в издательстве Shueisha вышел роман, посвящённый 9 томам основной манги. Книга была написана совместно Юкитой Кисиро и Ясухисой Кавамурой и первоначально опубликована в Jump Novel, в выпусках 10 (30 марта 1996 г.) и 11 (18 августа 1996 г.). Там содержатся дополнительные сюжетные линии, в которых задействован ряд новых персонажей.
| Обложка | 銃夢(小説版) • «Сны оружия (Новеллизация)» | ISBN               |
| ------- | --- | ------------------ |
|         | |                    |
|         | Йеру и Салим — два города-близнеца, соединённых пуповиной космического лифта, один из которых — космический город Йеру, а другой — небесный город Салим, висящий в воздухе, не касаясь поверхности Земли. Под Небесным городом находится свалка, вокруг которой расположен «нижний город». Там живут отбросы общества — те, кому не повезло родиться наверху, кто не имеет гражданства. А значит, вынуждены существовать за счёт отходов Небесного города: свалки и отходов фабрик, находящихся внизу, но посылающих все товары наверх. Закон охраняет, прежде всего, интересы граждан, и кража с фабрики — более тяжкое преступление, чем убийство не-гражданином другого не-гражданина. Вследствие этого в нижнем городе высокий уровень преступности и даже нет полиции, а с преступлениями борются назначением наград за головы преступников. Одним из охотников за преступниками является доктор Идо, бывший гражданин Небесного города, добрый доктор, помогающий пациентам в долг и подрабатывающий охотой за преступниками. Однажды доктор Идо, ища ещё пригодные запчасти на свалке, куда сваливается мусор из Небесного города, случайно находит останки киборга-гиноида, у которой каким-то чудом остался жив мозг. После её пробуждения оказывается, что она ничего не помнит, и Идо даёт ей кошачье имя «Галли». | ISBN 4-08-703059-8 |
|         | |                    |

## Экранизация
Режиссёр Джеймс Кэмерон, поклонник манги, периодически заявлял о своём желании снять по её мотивам фильм. В 2000 году Кэмероном был снят телесериал «Тёмный ангел», имеющий сюжетное сходство с оригинальным аниме. В 2003 году режиссёр сообщил о том, что сценарий к фильму уже готов, и рассказал, что в фильме будет наличествовать CG-анимация. Позднее режиссёр также сообщил, что в фильме будут присутствовать 3D-эффекты, сравнимые с «Аватаром». Автор манги Юкито Кисиро подтверждает наличие соглашения между ним и Кэмероном, но отказывается сообщать какие-либо подробности. Намерение Кэмерона снимать фильм на основе оригинального произведения подтвердил также соучредитель ADV Мэтт Гринфилд. Предполагается, что сюжет будет основан на первых четырёх томах оригинальной манги, а в случае коммерческого успеха появятся ещё два фильма, охватывающие остальные шесть томов.
В 2009 году на мероприятии Comic-Con International Кэмерон по-прежнему заявил, что всё ещё намеревается создавать фильм на основе оригинального произведения. Однако 18 апреля 2012 года Кэмерон сообщил, что более не уделяет экранизации особого внимания и не может назвать точной даты выхода фильма. По сообщению продюсера Джона Ландау, фильм выйдет не ранее 2017 года. Продюсер также предположил, что фильм будет называться Alita: Battle Angel, так как названия фильмов Кэмерона традиционно начинаются на A или T.
Осенью 2015 года было объявлено, что Джеймс Кэмерон остаётся продюсером фильма, а снимать его в качестве режиссёра будет Роберт Родригес. Причиной данного решения названо отсутствие времени у Кэмерона в связи со съёмками сиквелов «Аватара».
Зимой 2017 года были опубликованы трейлер фильма и дата выхода — 21 декабря 2018 года.
В феврале 2019 года, фильм вышел в прокат, под ранее анонсированным названием: «Алита: Боевой ангел».

## Видеоигра
Кроме того, в 1998 году для платформы Sony PlayStation была разработана игра Gunnm: Martian Memory (яп.  銃夢 ～火星の記憶～, англ. «Сны Оружия: Воспоминания о Марсе»). Такое название («Воспоминания о Марсе») выбрано в связи с наличием в игре флешбеков, посвящённых воспоминаниям Галли. Именно во время создания сюжета для игры мангаку озарила мысль о том, каким должно быть продолжение манги, поэтому при издании «люкс»-версии «Снов оружия» была изменена концовка — с целью продолжить развитие этого сюжета впоследствии. При этом в версию «люкс» помимо оригинальной манги была включена также и манга Gunnm: Gaiden, чьи истории были вставлены между томами оригинальной манги в хронологическом порядке.
В интервью журналу Ultra Jump рассказывается, что проект игры Gunnm: Martian Memory, включая сценарий и эскизы, был создан лично Юкито Кисиро. Первоначально, при написании проектной документации, игра предполагалась в 2D, но разработчики убедили, что по имеющейся документации можно сделать хорошую 3D-игру. При создании марсианской культуры Кисиро вдохновлялся древним Египтом.

## Прочее

### Tech Notes, Gunnmcyclopedia и Gunnm Works

Стиль рисунка в «Технических записках»

«Энциклопедия Снов оружия»

Японская версия манги содержит дополнительное приложение, называемое Tech Notes (англ. «технические записки»), отсутствующее в английской версии и содержащее дополнительные материалы, доступно рассказывающее о киборгах, нанотехнологиях, космическом лифте и т. п. Некоторые из Tech Notes содержат юмористические мини-рассказы, поясняющие текст. В качестве примера можно привести спор между Идо и Гондзу о том, какую пищеварительную систему поставить Галли: Гондзу настаивает на такой, с которой не нужно ходить в туалет, а Идо считает, что хождение в туалет помогает чувствовать себя полноценным человеком. Другой пример — история, с чёрным юмором повествующая о маленькой девочке, которая, споткнувшись, оцарапалась, а «добрые» доктора нижнего города, отняв у неё руку, переделывают её в киборга и выставляют огромный счёт за «лечение».
Помимо Tech Notes, в августе 1995 в специальном выпуске Business Jump была опубликована отдельная «Энциклопедия Снов оружия» (Gunnmcyclopedia), которая состоит из неполных трёх десятков страниц и содержит как пояснения к каждому тому (включая схемы отношений между персонажами, отсутствующие в «tech notes»), так и цветные иллюстрации, а также интервью с Юкито Кисиро.
Издание манги в формате «де люкс», известное также как «Gunnm Complete Edition», помимо выходивших ранее Tech Notes, содержит дополнительное приложение, именуемое «Gunnm Works» (дословно «Работы Gunnm», известное по французскому изданию как «Gunnm Art Book»). Это приложение, опубликованное с 1, 2, 3 и 5 томами манги версии Complete Edition, содержит дополнительные материалы, рассказывающие как о создании манги, так и видеоигры «Gunnm: Martian Memory», и наброски к манге и игре с дополнительными комментариями к ним (что и дало основание французским издателям назвать это приложение арт-буком), включая список основных приёмов Panzer Kunst (боевого искусства для киборгов, которым владеет Галли) и галерею персонажей видеоигры, а также хронологию основных событий игры, диаграмму со сравнением роста некоторых персонажей и набор карт четырёх городов — Свалки, Салима, Йеру и марсианского города.

### Haisha
С 1995 по 1996 в Ultra Jump выходила манга Haisha (яп. 灰者) «Пепельный», целиком посвящённая моторболу и рассказывающая о том, что происходило в моторболе до появления Галли. Действие Haisha (ISBN 4-08-782560-4) происходит в той же вселенной, что и действие предыдущих частей GUNNM. Главный герой — игрок в моторбол по имени Снев, известный как «Король аварий», потому что он ни разу не закончил гонку. Снева считают многообещающим, даже гениальным спортсменом, но ему не хватает уверенности. Эта однотомная манга лицензирована на английском языке компанией Viz Media, название было изменено на Ashen Victor (с англ. — «Пепельный победитель»).

## Отзывы и критика
Фантастический мир, созданный Юкито Кисиро, был отмечен положительными рецензиями на многих веб-сайтах. Обозреватель сайта MangaLife.com Адам Волк называет вселенную Gunnm «сложной и потрясающе убедительной». Он пишет, что после прочтения первого тома становится понятно, почему автор манги известен как мастер жанра. Произведение сочетает в себе большое количество действия с правдоподобными и независимыми персонажами, что, по мнению рецензента, редко встречается в фильмах, комиксах и телепередачах. В итоге обозреватель назвал оригинальную мангу классическим примером прекрасной истории о жизни.
Обозреватель посвящённого аниме и манге онлайн-журнала Animefringe Патрик Кинг превозносит «величественность творения Кисиро» и «живой, дышащий, пугающий, невероятно правдоподобный, возможно, даже пророческий взгляд на будущее человечества». Он посчитал, что основными темами, которые затрагивает Кисиро в своём произведении, являются природа человека и душевность. Кинг также отмечал, что в отличие от другой работы Кисиро под названием Aqua Knight стиль оригинального произведения более реалистичен. Присутствующая в манге жестокость, по мнению обозревателя, делает произведение неподходящим для детей, однако помогает читателю понять, за что именно борется главная героиня.
Рафаэль Си в обзоре T.H.E.M Anime Reviews выразил мнение, что Battle Angel — «возможно лучшее аниме о киборгах», которое он видел. И хотя оно не выделяется чем-то особенным, но благодаря высокому качеству оставляет общее положительное впечатление от просмотра. Он пишет:
Приятной особенностью этого произведения является отображение кибернетики и техники в контексте окружающего мира, без упора на сам сюжет.
Единственным недостатком, по мнению критика, является краткость сериала, создающая ощущение того, что аниме является частью чего-то большего.
Критик Anime News Network Терон Мартин хвалит тщательную проработку задних планов, свойственную автору, и подчёркивает, что Кисиро со временем не утратил своих художественных навыков. Обозреватель также отмечал, что «читатель всегда сможет понять происходящее, даже в моменты ошеломляющего действия». Сайт JapanVisitor.com отмечает влияние на Кисиро таких писателей, как Филип Дик («Мечтают ли андроиды об электроовцах?») и Айзек Азимов («Я, Робот»). Отдельной похвалы удостаивается «размах мира» Gunnm и тот факт, что автор показывает двоякость нанотехнологий: они могут быть использованы как в добрых целях, так и в злых.
Обозреватель Mania.com считает, что мир сам по себе ужасен, но является отражением мира нашего: «страдания и невежество против сочувствия и человечности». Gunnm-Cyclopedia.org называет авторское видение будущего очень пессимистичным. С этим согласен и рецензент журнала «АниМаг», описывающий «драматичную атмосферу безысходности, тупика, в который человечество загнало само себя — бессменный атрибут жанра». По словам The Comics Get Serious, общество, представляющее собой «странную смесь людей, киборгов, роботов и мутантов, приковывает взгляд». На сайте DVDVerdict.com мир также назван очень мрачным, но интересным и интригующим, объединяющим элементы вселенной боевых роботов BattleTech и «Бегущего по лезвию».
Критик IGN А. Е. Спарроу оценил произведение как эпичное. Рецензент назвал мангу «прекрасным образцом жанра научной фантастики» и посчитал, что данная манга подойдёт именно любителям данного жанра. Говоря о персонажах, обозреватель отметил их непредсказуемость — «читатель постоянно узнаёт о них что-то новое».
Журнал Мир Фантастики и Фэнтези поместил главную героиню Gunnm — Галли на «доске потчёта» включив в 10 киборгов, в которой она вошла в первую тройку.
В обзоре манги Battle Angel Alita: Last Order от ActiveAnime Скотт Кемпбелл предположил, что данное произведение может понравиться любителям манги Akira и Blame!. Говоря о художественном оформлении, он отмечал разнообразие и уникальность деталей рисунка — «всё, начиная с персонажей и заканчивая окружением, оформлено до мельчайших подробностей». В итоге рецензент написал, что манга является прекрасным образцом жанра киберпанк, сочетающим в себе жестокость, драму, юмор и постапокалиптический мир.

## Комментарии
1. ↑  
Также были переименованы:
  - город Салим (Salem) в Тиферет (Typhares, ивр. תפארת‎ — красота, роскошь)
  - двойник Салима — Йеру (Jeru), расположенный на другом конце его башни — в космосе на геостационарной орбите, был переименован в Кетер (Ketheres, ивр. כתר‎ — корона)
  - Юго переименован в Хьюго (Hugo)
  - профессор Дисути Нова (ディスティ・ノヴァ) переименован в Дести Нова (Desty Nova)

Кроме того, английская версия манги представляет собой зеркальное отражение оригинальной манги, что сделано для того, чтобы листать страницы не слева направо, а справа налево, из-за чего изменился даже внешний вид персонажей: так, например, шрам с правой руки Юго переместился на левую.
При переводе было допущено несколько курьёзных опечаток:
  - Вектор просит у Юго то 10 тысяч, то 10 миллионов (правильно — 10 миллионов).
  - Номер Бессмертного Тигеля то 50, то 20, то 05, то 02 (на самом деле, 50)

Позднее вышла неотзеркаленная версия от VIZ с исправленными ошибками[3]
2. ↑  Согласно английской транскрипции, яп. ザレム транскрибируется как Дзарэму.
3. ↑  В Gunnm календарь ведётся от «Эры Спутника» (ES), то есть от запуска первого искусственного спутника Спутник-1 (1957 год). Точная датировка событий описана в третьем томе Gunnm: Last Order (Юкито Кисиро. Battle Angel Alita: Last Order. Angel Eternal. — Shueisha, 2004. — Т. 3. — С. 50. — ISBN 1591161355.).
4. ↑  Во второй части манги и OVA показано, как карают за строительство летательных аппаратов[15], а в пятой части манги показано, как их сбивают[16].
5. ↑  В английской версии аниме называется Battle Angel (без слова «Alita») в связи с тем, что Галли в нём зовут так же как и в оригинале — Галли, а не Алита, как в английской версии манги.
6. ↑  Галли — имя кота Идо, который умер за месяц до событий аниме и манги[56].
7. ↑  Юго с Дандзи (в манге Юго, Дандзи и Ван[57]). Они заманивают людей в ловушку, предлагая бесплатную пробу силиконовой смазки с тефлоном, и как только жертва поворачивается спиной и наклоняет голову, подставляя сочленения под каплю смазки, в открытые сочленения вонзают электрошок и парализуют жертву[58][59].
8. ↑  По манге, спинной мозг с позвонками стоит в среднем 50000 (Юкито Кисиро. Battle Angel Alita:  Tears of an Angel. — Viz, 1994. — Т. 2. — С. 28. — ISBN 1-56931-049-1.)
9. ↑  Запись имени латиницей, согласно официальному мануалу игры Gunnm: Martian Memory.
10. ↑  Согласно титрам аниме Battle Angel
11. ↑  Имя チレン (киридзи: Тирэн) на ромадзи пишется как Chiren, что было прочитано в OVA как неяпонское имя Кирен
12. ↑  Запись имени латиницей, согласно официальному руководству игры Gunnm: Martian Memory.
13. ↑  Пример телекомментария: «Another victory for Zahriki! With the disappearance of Grewcica, he is arguably the new champion!» («Ещё одна победа Зарики! С исчезновением Грюсики, он бесспорно новый чемпион!»)
14. ↑  Об этом в аниме сначала упоминает друг Идо — Гондзу, рассказывая Галли об опасности вечерних прогулок, а позднее помощник Гурюсики — Раса, издевательским тоном предлагает их «отведать» охотнику за головами — Идо.
15. ↑  Надпись на двери в его жилище в аниме
16. ↑  Так например, схватки Галли против игроков № 57 (игрок с заточенной металлической клюшкой) и № 62 (игрок с катаной, одетый в самурайские доспехи и маску кэндо), происходят по манге в разных матчах, и в последовательности обратной «Gunnm: 3D CG — Movie»
17. ↑  Галли — имя кота Идо, который умер за месяц до событий аниме и манги[56].